# Vlăsinești
Vlăsinești est une commune du județ de Botoșani en Roumanie.